# Johannes Amon

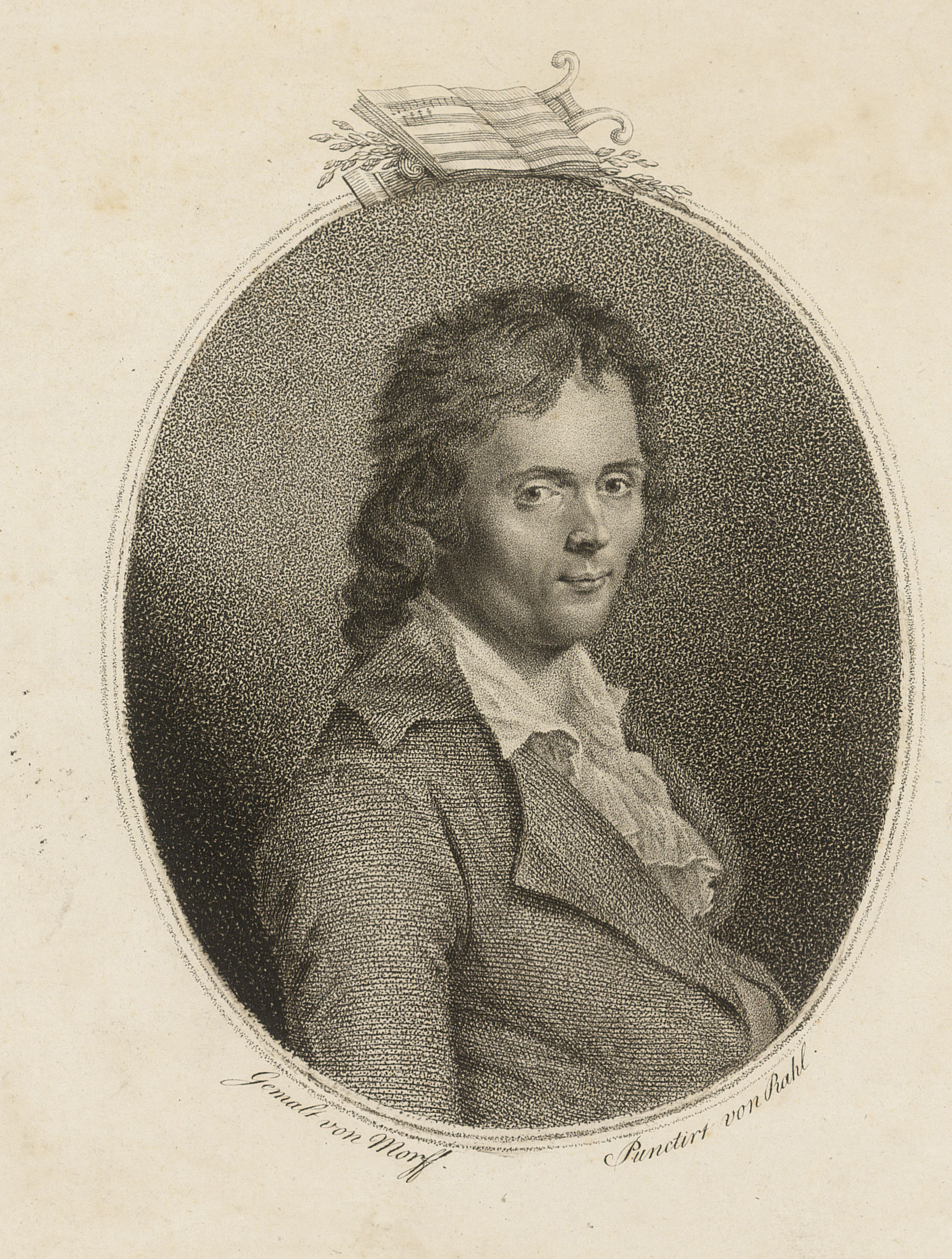
Johannes Amon, Radierung von Gottlob Wilhelm Morff und Carl Heinrich Rahl, 1799

Johannes Amon (* 24. August 1763 in Drosendorf am Eggerbach bei Eggolsheim; † 29. März 1825 in Wallerstein) war ein deutscher Komponist und Musikverleger. 

## Leben
Johannes Amon bezeichnete sich als ein Schüler Giovanni Puntos (Jan Vaclav Stich). In dessen Begleitung reiste er 1781 nach Paris, wo er unter anderem Antonio Rosetti begegnete. Bei Antonio Sacchini soll er Kompositionsunterricht erhalten haben. Nach dem Parisaufenthalt ging er mit Punto auf Konzertreisen und traf 1784 in Straßburg Ignaz Pleyel. 1789 fand Amon in Heilbronn eine Anstellung als städtischer Musikdirektor, eine Lebensstellung, die er für 28 Jahre innehatte. Auf diversen Reisen begegnete er zahlreichen bekannten Künstler, wie beispielsweise den Komponisten Reichardt, Vanhal, Haydn, Mozart und Franz Anton Hoffmeister. Auf Hoffmeisters Anregung gründete Amon 1791 einen Musikverlag, in dem er vor allem Werke aus seinem Bekanntenkreis, (beispielsweise Johann Brandl) aber auch der beliebtesten Wiener Klassiker in Frühdrucken herausgab, wie etwa 24 Gesangspartien aus Le nozze di Figaro und die Erstdrucke von Mozarts Deutschen Tänzen KV 571. 1817 trat Amon eine Kapellmeisterstelle beim Fürsten Oettingen-Wallerstein an und verkaufte die inzwischen auf rund 300 Katalognummern angewachsene Zahl von Verlagswerken an die Verlage Schott in Mainz und Simrock in Bonn.

## Werk
Amon schrieb in erster Linie eine an das Bürgertum gerichtete Musik. Komplexe motivische Formeln, wie etwa bei Haydn finden sich in seinen in gängigen Formeln gehaltenen Kompositionen nicht. Sein Werk umfasst alle Gattungen und Besetzungsformen, er schrieb Kirchenmusik, Kantaten, Sinfonien und ein umfangreiches Schaffen an Kammermusik, bis hin zu schlichten Tänzen und Liedern. Zeitgenossen urteilten über Amon, „Dieses sein Publikum sind Liebhaber, die sich ohngefähr das wünschen, was für die vergangene Zeit Pleyel war“ oder „… seine Werke aber haben vielen Vergnügen, angenehme und nützliche Unterhaltung gebracht“.